# Sameh Dachraoui
Sameh Dachraoui (arabe : سماح الدشراوي) est une actrice tunisienne.
En 2011, elle reçoit le prix de la meilleure comédienne ainsi que celui de la meilleure jeune actrice pour son rôle de Khmissa dans Nsibti Laaziza aux Romdhane Awards, attribués par Mosaïque FM.

## Filmographie

### Cinéma
- 2012 : Offrande (court métrage) de Walid Mattar

### Télévision

#### Séries
- 2001 : Ryhana de Hamadi Arafa
- 2003 : Ikhwa wa Zaman de Hamadi Arafa
- 2011 et 2015-2018 : Nsibti Laaziza (saisons 2, 5 à 7) de Slaheddine Essid : Khmissa Belaïd
- 2012-2013 : Bent Walad de Sami Mezni[2]
- 2021 : Ibn Khaldoun de Sami Faour : Assia

#### Émissions
En 2011, elle officie dans l'émission Labès sur El Hiwar El Tounsi aux côtés de l'animateur Naoufel Ouertani : la comédienne y interprète des sketchs parodiques.

## Théâtre
- 2009 : Valises, texte de Youssef Bahri et mise en scène de Jaafar Guesmi[3]
- 2012 : Karroussa, texte de Fathi Akari et Sameh Dachraoui, mise en scène de Fathi Akari[4]